# Altrichthys
Altrichthys és un gènere de peixos de la família dels pomacèntrids i de l'ordre dels perciformes.

## Taxonomia
- Altrichthys azurelineatus (Fowler i Bean, 1928)[1]
- Altrichthys curatus (Allen, 1999)[2][3][4][5][6][7]